# Pfaffiano
In matematica, e più specificamente in algebra lineare, il determinante di una matrice antisimmetrica può sempre essere scritto come il quadrato di un polinomio costruito a partire dagli elementi della matrice. Questo polinomio è chiamato lo Pfaffiano della matrice. 
Lo Pfaffiano è nullo per le matrici antisimmetriche di ordine dispari, mentre per le matrici di ordine pari, cioè del tipo {\displaystyle 2n\times 2n}, è un polinomio di grado {\displaystyle n}.
Il termine Pfaffiano è stato introdotto da Arthur Cayley, che lo usò nel 1852:The permutants of this class (from their connection with the researches of Pfaff on differential equations) I shall term "Pfaffians". Il termine onora dunque la memoria del matematico tedesco Johann Friedrich Pfaff.

## Definizione
Sia {\displaystyle \pi } l'insieme delle partizioni in coppie non ordinate di {\displaystyle \{1,2,\dots ,2n\}}. Queste sono (usando la notazione del semifattoriale) esattamente {\displaystyle (2n-1)!!}. Una partizione può essere scritta come:
{\displaystyle \alpha =\{(i_{1},j_{1}),(i_{2},j_{2}),\cdots ,(i_{n},j_{n})\}}
con {\displaystyle i_{k}<j_{k}} e {\displaystyle i_{1}<i_{2}<\cdots <i_{n}}. Associando ad {\displaystyle \alpha } la permutazione:
{\displaystyle \pi ={\begin{bmatrix}1&2&3&4&\cdots &2n\\i_{1}&j_{1}&i_{2}&j_{2}&\cdots &j_{n}\end{bmatrix}}}
sia {\displaystyle \operatorname {sgn} (\alpha )} il suo segno. Sia inoltre {\displaystyle A=\{a_{ij}\}} una matrice antisimmetrica {\displaystyle 2n\times 2n}. Data una partizione {\displaystyle \alpha }, si definisce il valore:
{\displaystyle A_{\alpha }=\operatorname {sgn} (\alpha )a_{i_{1},j_{1}}a_{i_{2},j_{2}}\cdots a_{i_{n},j_{n}}}
Si può definire lo Pfaffiano di {\displaystyle A} come:
{\displaystyle \operatorname {Pf} (A)=\sum _{\alpha \in \Pi }A_{\alpha }}
Lo Pfaffiano di una matrice antisimmetrica {\displaystyle n\times n}, con {\displaystyle n} dispari, è per definizione nullo.

### Definizione ricorsiva
Per convenzione lo Pfaffiano della matrice {\displaystyle 0\times 0} è {\displaystyle 1}. Lo Pfaffiano di una matrice {\displaystyle A=\{a_{ij}\}} antisimmetrica {\displaystyle 2n\times 2n} con {\displaystyle n>0} può essere calcolato ricorsivamente come
{\displaystyle \operatorname {Pf} (A)=\sum _{i=2}^{2n}(-1)^{i}a_{1i}\operatorname {Pf} (A_{{\hat {1}}{\hat {i}}}),}
dove {\displaystyle A_{{\hat {1}}{\hat {i}}}} indica la matrice {\displaystyle A} a cui sono state rimosse le righe e le colonne {\displaystyle 1} ed {\displaystyle i}.

### Definizione alternativa
È possibile associare ad ogni matrice antisimmetrica {\displaystyle A=\{a_{ij}\}} di dimensione {\displaystyle 2n\times 2n} un bivettore:
{\displaystyle \omega =\sum _{i<j}a_{ij}\;e_{i}\wedge e_{j}}
dove {\displaystyle \{e_{1},e_{2},\dots ,e_{2n}\}} è la base usuale di {\displaystyle \mathbb {R} ^{2n}}. Lo Pfaffiano è quindi definito come l'equazione:
{\displaystyle {\frac {1}{n!}}\omega ^{n}={\mbox{Pf}}(A)\;e_{1}\wedge e_{2}\wedge \cdots \wedge e_{2n}}
dove {\displaystyle \omega ^{n}} rappresenta il prodotto vettoriale di {\displaystyle \omega } con sé stesso n volte.

## Identità
Per una matrice antisimmetrica {\displaystyle A=\{a_{ij}\}} di dimensione {\displaystyle 2n\times 2n} ed una generica matrice {\displaystyle B=\{b_{ij}\}} anch'essa di dimensione {\displaystyle 2n\times 2n}, si ha:
- {\displaystyle {\mbox{Pf}}(A)^{2}=\det(A)}

- {\displaystyle {\mbox{Pf}}(BAB^{T})=\det(B){\mbox{Pf}}(A)}

- {\displaystyle {\mbox{Pf}}(\lambda A)=\lambda ^{n}{\mbox{Pf}}(A)}

- {\displaystyle {\mbox{Pf}}(A^{T})=(-1)^{n}{\mbox{Pf}}(A)}

Per una matrice diagonale a blocchi del tipo:
{\displaystyle A_{1}\oplus A_{2}={\begin{bmatrix}A_{1}&0\\0&A_{2}\end{bmatrix}}}
Si ha:
{\displaystyle {\mbox{Pf}}(A_{1}\oplus A_{2})={\mbox{Pf}}(A_{1}){\mbox{Pf}}(A_{2})}
Per una matrice arbitraria {\displaystyle 2n\times 2n} denotata con {\displaystyle M}:
{\displaystyle {\mbox{Pf}}{\begin{bmatrix}0&M\\-M^{T}&0\end{bmatrix}}=(-1)^{n(n-1)/2}\det M}
Se {\displaystyle A} dipende da qualche variabile {\displaystyle x_{i}} allora il gradiente dello Pfaffiano è dato da:
{\displaystyle {\frac {1}{\operatorname {pf} (A)}}{\frac {\partial \operatorname {pf} (A)}{\partial x_{i}}}={\frac {1}{2}}\operatorname {tr} \left(A^{-1}{\frac {\partial A}{\partial x_{i}}}\right)}
mentre l'hessiana di uno Pfaffiano è data da:
{\displaystyle {\frac {1}{\operatorname {pf} (A)}}{\frac {\partial ^{2}\operatorname {pf} (A)}{\partial x_{i}\partial x_{j}}}={\frac {1}{2}}\operatorname {tr} \left(A^{-1}{\frac {\partial ^{2}A}{\partial x_{i}\partial x_{j}}}\right)-{\frac {1}{2}}\operatorname {tr} \left(A^{-1}{\frac {\partial A}{\partial x_{i}}}A^{-1}{\frac {\partial A}{\partial x_{j}}}\right)+{\frac {1}{4}}\operatorname {tr} \left(A^{-1}{\frac {\partial A}{\partial x_{i}}}\right)\operatorname {tr} \left(A^{-1}{\frac {\partial A}{\partial x_{j}}}\right)}

## Applicazioni
Lo Pfaffiano è un polinomio invariante per congruenza delle matrici antisimmetriche (se rappresenta una applicazione lineare, non è invariante rispetto ad un generale cambio di base ma lo è per una trasformazione ortogonale). Come tale, svolge un ruolo importante nella teoria delle classi caratteristiche. In particolare, può essere usato
per definire la classe di Eulero di una superficie di Riemann, usata nel Teorema generalizzato di Gauss-Bonet

## Esempi
{\displaystyle {\mbox{Pf}}{\begin{bmatrix}0&a\\-a&0\end{bmatrix}}=a}
{\displaystyle {\mbox{Pf}}{\begin{bmatrix}0&a&b&c\\-a&0&d&e\\-b&-d&0&f\\-c&-e&-f&0\end{bmatrix}}=af-be+dc}
{\displaystyle {\mbox{Pf}}{\begin{bmatrix}{\begin{matrix}0&\lambda _{1}\\-\lambda _{1}&0\end{matrix}}&0&\cdots &0\\0&{\begin{matrix}0&\lambda _{2}\\-\lambda _{2}&0\end{matrix}}&&0\\\vdots &&\ddots &\vdots \\0&0&\cdots &{\begin{matrix}0&\lambda _{n}\\-\lambda _{n}&0\end{matrix}}\end{bmatrix}}=\lambda _{1}\lambda _{2}\cdots \lambda _{n}}